# Frans De Wilde
Frans De Wilde (né à Saint-Nicolas, en Flandre-Orientale, le 20 avril 1840 et mort dans la même ville en 1918) est un peintre belge. Son champ pictural couvre les portraits, les paysages, les scènes de genre et les scènes religieuses.

## Biographie

### Famille et formation
Frans (Franciscus Aloysius) De Wilde est né à Saint-Nicolas le 20 avril 1840. Ses parents sont Emmanuel Petrus De Wilde, tourneur, et Maria Catharina Decock. En 1861, il étudie à l'académie royale des beaux-arts d'Anvers auprès de Nicaise De Keyser,.

### Carrière

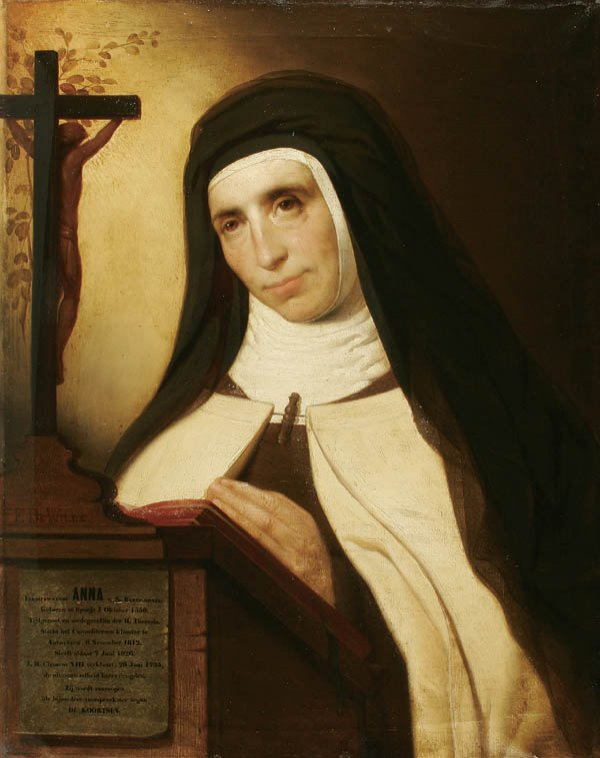
La bienheureuse Anne de Saint-Barthélemy, 1917.

En 1865, Frans De Wilde obtient, grâce à sa toile Les cadavres des SS Pierre et Paul déposés par les chrétiens dans les catacombes, une mention honorable au Prix de Rome belge,. En 1868, il devient membre du Cercle artistique d'Anvers et participe, la même année, au Congrès de l'enseignement des arts du dessin à Bruxelles,.
En 1869, Frans De Wilde devient professeur à l'Académie de Saint-Nicolas, où son oncle le peintre Auguste De Wilde (1819-1886) est directeur,. En 1883, il est chargé de la restauration de la Descente de Croix et des vitraux du chœur de l'église Notre-Dame de Saint-Nicolas.

### Dernières années
Professeur à l'Académie de Saint-Nicolas jusqu'en 1906, Frans De Wilde meurt, en 1918 à Saint-Nicolas, à l'âge de 78 ans.

## Distinctions
- Chevalier de l'ordre de Léopold

## Œuvres
Entre 1990 et 2021, plusieurs œuvres de Frans De Wilde sont vendues aux enchères :
- Portrait d'une femme en pied (1863) ;
- Admiration du nouveau-né (1877) ;
- Une joyeuse promenade en traîneau (1884) ;
- Plaisirs d'hiver (1884) ;
- Portrait de deux jeunes filles avec un épagneul (1890) ;
- La bienheureuse Anne de Saint-Barthélemy (1917) ;
- Bouquet de fleurs ;
- Portrait du comte Baudouin de Marotte de Montigny.